# Real Zaragoza 2009-2010
Questa voce raccoglie le informazioni riguardanti il Real Saragozza nelle competizioni ufficiali della stagione 2009-2010

## Stagione
Nel girone d'andata gli aragonesi vincono tre partite, ne pareggiano 5 e ne perdono 11. I gol realizzati sono 20 mentre quelli subiti sono 41. In Coppa del Re vengono eliminati ai sedicesimi di finale dal Málaga a causa della regola dei gol fuori casa.
Il 12 dicembre l'allenatore Marcelino García Toral viene esonerato e sostituito da José Aurelio Gay,l'allenatore del Real Saragozza B.
Il 30 dicembre il presidente Eduardo Bandrés Moliné lascia il posto ad Agapito Iglesias.
Nella sessione di calciomercato invernale arrivano rinforzi fondamentali: Roberto, Jarosik, Contini, Edmilson, Eliseu, Colunga e Suazo.
La 20ª giornata è l'ultima in cui il Real Saragozza si trova in zona retrocessione. Contro Tenerife e Getafe arrivano le prime vittorie in trasferta e alla Romareda vengono sconfitti avversari importanti come il Siviglia e il Valencia.
Nel girone di ritorno il Saragozza è una delle squadre migliori: ottiene 26 punti grazie a 7 vittorie,5 pareggi e 6 sconfitte. Tenendo conto solo del girone di ritorno il Saragozza occuperebbe la sesta posizione in classifica dietro a Barcellona, Real Madrid, Valencia, Villarreal e Sevilla e sarebbe a tre punti dal terzo posto.
Anche la media gol migliora, con 23 gol realizzati e 20 subiti. Suazo e Colunga realizzano 13 gol, lo spagnolo pur arrivando a gennaio conclude la stagione come capocannoniere della squadra.
Il portiere Roberto mantiene la porta imbattuta per sette volte, e il Saragozza diventa la terza migliore difesa del girone di ritorno dietro a Barcellona ed Espanyol.
Gli aragonesi concludono il campionato al 14º posto.

## Rosa
| N. |                        | Ruolo | Calciatore           |
| -- | ---------------------- | ----- | -------------------- |
| 1  | Spagna (bandiera)      | P     | Roberto              |
| 1  | Spagna (bandiera)      | P     | Javier López Vallejo |
| 2  | Uruguay (bandiera)     | D     | Carlos Diogo         |
| 3  | Spagna (bandiera)      | D     | Javier Paredes       |
| 4  | Italia (bandiera)      | D     | Matteo Contini       |
| 4  | Spagna (bandiera)      | D     | Roberto Ayala        |
| 5  | Spagna (bandiera)      | D     | Pablo Amo            |
| 6  | Spagna (bandiera)      | D     | Raúl Goni            |
| 7  | Spagna (bandiera)      | C     | Jorge López          |
| 8  | Spagna (bandiera)      | C     | Ander Herrera        |
| 9  | Nigeria (bandiera)     | A     | Ikechukwu Uche       |
| 10 | Spagna (bandiera)      | A     | Adrián Colunga       |
| 10 | Spagna (bandiera)      | A     | Braulio Nóbrega      |
| 11 | Inghilterra (bandiera) | C     | Jermaine Pennant     |
| 12 | Brasile (bandiera)     | C     | Edmílson             |
| 12 | Camerun (bandiera)     | C     | Franck Songo'o       |
| 13 | Argentina (bandiera)   | P     | Juan Pablo Carrizo   |

| N. |                       | Ruolo | Calciatore       |
| -- | --------------------- | ----- | ---------------- |
| 14 | Spagna (bandiera)     | C     | Gabi             |
| 15 | Spagna (bandiera)     | D     | Francisco Pavón  |
| 16 | Colombia (bandiera)   | C     | Abel Aguilar     |
| 17 | Spagna (bandiera)     | C     | Ángel Lafita     |
| 18 | Portogallo (bandiera) | C     | Eliseu           |
| 19 | Spagna (bandiera)     | A     | Javier Arizmendi |
| 20 | Croazia (bandiera)    | C     | Marko Babić      |
| 21 | Rep. Ceca (bandiera)  | C     | Jiří Jarošík     |
| 21 | Brasile (bandiera)    | A     | Ewerthon         |
| 22 | Spagna (bandiera)     | D     | Rubén Pulido     |
| 23 | Argentina (bandiera)  | C     | Leonardo Ponzio  |
| 24 | Serbia (bandiera)     | D     | Ivan Obradović   |
| 25 | Cile (bandiera)       | A     | Humberto Suazo   |
| 26 | Spagna (bandiera)     | D     | Víctor Laguardia |
| 27 | Spagna (bandiera)     | C     | Kevin Lacruz     |
| 38 | Spagna (bandiera)     | A     | Álex Sánchez     |

## Calciomercato

### Sessione estiva (dal 1/7 al 31/8)
| Acquisti | Acquisti           | Acquisti            | Acquisti   |
| R.       | Nome               | da                  | Modalità   |
| -------- | ------------------ | ------------------- | ---------- |
| P        | Juan Pablo Carrizo | Lazio               | prestito   |
| C        | Abel Aguilar       | Udinese             | prestito   |
| C        | Jermaine Pennant   | svincolato          |            |
| A        | Ángel Lafita       | Deportivo La Coruña | definitivo |
| D        | Marko Babić        | svincolato          |            |
| D        | Pablo Amo          | svincolato          |            |
| D        | Ivan Obradović     | Partizan            | definitivo |
| A        | Ikechukwu Uche     | Getafe              | definitivo |

| Cessioni | Cessioni                  | Cessioni   | Cessioni      |
| R.       | Nome                      | a          | Modalità      |
| -------- | ------------------------- | ---------- | ------------- |
| D        | Stéphane Pignol           |            | svincolato    |
| C        | Alberto Zapater           | Genoa      | definitivo    |
| C        | Juan Pablo Caffa          | Real Betis | fine prestito |
| C        | Ricardo Oliveira          | Real Betis | comproprietà  |
| P        | Toni Doblas               |            | svincolato    |
| C        | David Generelo            |            | svincolato    |
| D        | Jesús María Herrero       |            | svincolato    |
| C        | Antonio Hidalgo           | Albacete   | definitivo    |
| C        | Vicente Pascual           |            | svincolato    |
| D        | Sergio Fernández González |            | svincolato    |
| C        | Adrià Granell Artal       |            | svincolato    |
| D        | Luis Carlos Cuartero      |            | ritirato      |

### Sessione invernale (dal 1/1 al 31/1)
| Acquisti | Acquisti       | Acquisti          | Acquisti   |
| R.       | Nome           | da                | Modalità   |
| -------- | -------------- | ----------------- | ---------- |
| D        | Jiří Jarošík   |                   | svincolato |
| D        | Matteo Contini | Napoli            | prestito   |
| A        | Humberto Suazo | Monterrey         | prestito   |
| A        | Adrián Colunga | Recreativo Huelva | prestito   |
| P        | Roberto        | Recreativo Huelva | prestito   |
| C        | Eliseu         | Lazio             | prestito   |
| C        | Edmílson       |                   | svincolato |

| Cessioni | Cessioni | Cessioni | Cessioni   |
| R.       | Nome     | a        | Modalità   |
| -------- | -------- | -------- | ---------- |
| C        | Ewerthon |          | svincolato |

## Risultati

### Coppa del Re

#### Sedicesimi di finale
| Arbitro: | Delgado Ferreiro |

|           |           |                  |
| Lafita 9’ | Marcatori | 71’ (rig.) Apoño |

| Siviglia 10 novembre 2009, ore 20:00 CET Ritorno | Malaga      | 0 – 0 referto | Real Saragozza | La Rosaleda\| Arbitro: \| Mateu Lahoz \| |
| Arbitro:                                         | Mateu Lahoz |               |                |                                          |

## Statistiche

### Statistiche di squadra
| Competizione     | Punti | In casa | In casa | In casa | In casa | In casa | In casa | In trasferta | In trasferta | In trasferta | In trasferta | In trasferta | In trasferta | Totale | Totale | Totale | Totale | Totale | Totale | DR  |
| Competizione     | Punti | G       | V       | N       | P       | Gf      | Gs      | G            | V            | N            | P            | Gf           | Gs           | G      | V      | N      | P      | Gf     | Gs     | DR  |
| ---------------- | ----- | ------- | ------- | ------- | ------- | ------- | ------- | ------------ | ------------ | ------------ | ------------ | ------------ | ------------ | ------ | ------ | ------ | ------ | ------ | ------ | --- |
| Primera División | 41    | 19      | 7       | 6       | 6       | 27      | 23      | 19           | 3            | 5            | 11           | 19           | 41           | 38     | 10     | 11     | 17     | 46     | 64     | -18 |
| Coppa del Re     | -     | 1       | 0       | 1       | 0       | 1       | 1       | 1            | 0            | 1            | 0            | 0            | 0            | 2      | 0      | 2      | 0      | 1      | 1      | 0   |
| Totale           | -     | 20      | 7       | 7       | 6       | 28      | 24      | 20           | 3            | 6            | 11           | 19           | 41           | 40     | 10     | 13     | 17     | 47     | 65     | -18 |

### Statistiche dei giocatori
| Giocatore        | Primera División | Primera División | Primera División | Primera División | Coppa del Re | Coppa del Re | Coppa del Re | Coppa del Re | Totale   | Totale | Totale      | Totale     |
| Giocatore        | Presenze         | Reti             | Ammonizioni      | Espulsioni       | Presenze     | Reti         | Ammonizioni  | Espulsioni   | Presenze | Reti   | Ammonizioni | Espulsioni |
| ---------------- | ---------------- | ---------------- | ---------------- | ---------------- | ------------ | ------------ | ------------ | ------------ | -------- | ------ | ----------- | ---------- |
| A. Aguilar       | 27               | 4                | 9                | 0                | 2            | 0            | 0            | 0            | 29       | 4      | 9           | 0          |
| P. Amo           | 9                | 0                | 1                | 0                | 2            | 0            | 0            | 0            | 11       | 0      | 1           | 0          |
| J. Arizmendi     | 31               | 5                | 5                | 0                | 1            | 0            | 0            | 0            | 32       | 5      | 5           | 0          |
| R. Ayala         | 13               | 0                | 7                | 0                | 1            | 0            | 0            | 0            | 14       | 0      | 7           | 0          |
| M. Babić         | 14               | 0                | 1                | 0                | 1            | 0            | 0            | 0            | 15       | 0      | 1           | 0          |
| Braulio          | 3                | 0                | 0                | 0                | 0            | 0            | 0            | 0            | 3        | 0      | 0           | 0          |
| J. Carrizo       | 16               | -29              | 1                | 0                | 1            | -0           | 0            | 0            | 17       | -29    | 1           | 0          |
| A. Colunga       | 16               | 7                | 6                | 1                | 0            | 0            | 0            | 0            | 16       | 7      | 6           | 1          |
| M. Contini       | 15               | 1                | 11               | 2                | 0            | 0            | 0            | 0            | 15       | 1      | 11          | 2          |
| C. Diogo         | 15               | 2                | 10               | 0                | 0            | 0            | 0            | 0            | 15       | 2      | 10          | 0          |
| Edmílson         | 17               | 0                | 3                | 0                | 0            | 0            | 0            | 0            | 17       | 0      | 3           | 0          |
| Eliseu           | 21               | 2                | 5                | 0                | 0            | 0            | 0            | 0            | 21       | 2      | 5           | 0          |
| Ewerthon         | 10               | 2                | 1                | 0                | 2            | 0            | 0            | 0            | 12       | 2      | 1           | 0          |
| Gabi             | 32               | 1                | 9                | 0                | 2            | 0            | 0            | 0            | 34       | 1      | 9           | 0          |
| R. Goni          | 6                | 0                | 1                | 0                | 1            | 0            | 1            | 0            | 7        | 0      | 2           | 0          |
| A. Herrera       | 30               | 2                | 9                | 1                | 2            | 0            | 0            | 0            | 32       | 2      | 9           | 1          |
| J. Jarošík       | 20               | 2                | 6                | 0                | 0            | 0            | 0            | 0            | 20       | 2      | 6           | 0          |
| K. Lacruz        | 3                | 0                | 0                | 0                | 0            | 0            | 0            | 0            | 3        | 0      | 0           | 0          |
| V. Laguardia     | 3                | 0                | 1                | 0                | 2            | 0            | 1            | 0            | 5        | 0      | 2           | 0          |
| Á. Lafita        | 24               | 3                | 4                | 0                | 2            | 1            | 0            | 0            | 26       | 4      | 4           | 0          |
| J. López         | 29               | 2                | 5                | 0                | 2            | 0            | 0            | 0            | 31       | 2      | 5           | 0          |
| J. López Vallejo | 7                | -18              | 0                | 0                | 1            | -1           | 0            | 0            | 8        | -19    | 0           | 0          |
| I. Obradović     | 9                | 0                | 2                | 0                | 0            | 0            | 0            | 0            | 9        | 0      | 2           | 0          |
| J. Paredes       | 20               | 0                | 11               | 1                | 2            | 0            | 1            | 0            | 22       | 0      | 12          | 1          |
| F. Pavón         | 11               | 2                | 0                | 0                | 0            | 0            | 0            | 0            | 11       | 2      | 0           | 0          |
| J. Pennant       | 25               | 0                | 2                | 0                | 1            | 0            | 0            | 0            | 26       | 0      | 2           | 0          |
| L. Ponzio        | 34               | 1                | 15               | 1                | 2            | 0            | 1            | 0            | 36       | 1      | 16          | 1          |
| R. Pulido        | 22               | 2                | 6                | 0                | 0            | 0            | 0            | 0            | 22       | 2      | 6           | 0          |
| Roberto          | 15               | -17              | 3                | 0                | 0            | 0            | 0            | 0            | 15       | -17    | 3           | 0          |
| Á. Sánchez       | 3                | 0                | 1                | 0                | 0            | 0            | 0            | 0            | 3        | 0      | 1           | 0          |
| F. Songo'o       | 5                | 0                | 0                | 0                | 1            | 0            | 0            | 0            | 6        | 0      | 0           | 0          |
| H. Suazo         | 17               | 6                | 2                | 0                | 0            | 0            | 0            | 0            | 17       | 6      | 2           | 0          |
| I. Uche          | 3                | 0                | 0                | 0                | 0            | 0            | 0            | 0            | 3        | 0      | 0           | 0          |